# Koha
Koha是全球第一個免費且以開放原始碼方式授權，擁有完整功能可彈性運用的圖書館自動化管理系統，用戶包括公眾圖書館、學校圖書館與專門圖書館，主要由各種類型和規模的圖書館、志工和服務提供公司贊助及發展。

## 特色
Koha是網頁介面的圖書館自動化管理系統，使用MariaDB或MySQL等SQL資料庫，圖書管理通訊格式為機讀編目格式標準，查詢介面可以是Z39.50或Search/Retrieve via URL。其中使用者介面可供設定與修改，介面也已經有中文等多國語言翻譯，Koha的特色有以下幾點：
- 擁有標籤、留言、社群分享與RSS等許多Web 2.0功能
- 聯合目錄功能
- 客製化搜尋
- 網路圖書巡迴
- 列印條碼
- 電子資源管理[6]

## 發展歷史
Koha是公認的第一個開源圖書館自動化管理系統。1999年，紐西蘭Horowhenua Library Trust (HLT) 圖書館聯盟需要一個既便宜又能夠滿足需求的圖書館整合管理系統，但市場上沒有合適的商用產品，於是選擇了開源的道路，委託Katipo Communications公司開發一個基於網路的ILS，並將軟體命名為Koha，其名称源自毛利语“礼物”或“捐赠”。2000年1月1日，Koha正式在HLT聯盟中使用，同時以開源的形式將系統代碼在網路上公佈。
2002年美國俄亥俄州雅典郡立公共圖書館開展了一項新的計劃，以開放原始碼的系統來做為圖書館管理系統．圖書館焦點集中在發展成熟且配備完整功能的系統—Koha．當時，Koha仍是第1版且全球只有少數圖書館使用．美國沒有任何公共圖書館曾使用過開放原始碼的系統或Koha．經過一段時間的測試及開發，雅典郡立圖書館在2003年秋天開始使用Koha並一直使用至今．
2014年由土耳其文化及觀光部推動的圖書館自動化計劃，有1,112所公共圖書館加入，書目數量達到８百萬筆，技術支援是由Nicosia的近東大學創新資訊科技中心提供。
2017年開始至2019年，瑞典國家圖書館將援助瑞典Koha使用者協會將近60,000歐元成立一專案來推廣Koha在瑞典的應用。
2019年芬蘭國家圖書館以Koha系統做為後端資料管理,結合自行發展及開源系統，提供新的圖書館搜尋服務。此項服務並擴大至該國數間大學圖書館。
2019年台南神學院圖書館, 圖書館系統導入Koha使用

## KohaCon
KohaCon 是 Koha 社群的年度聚會。歡迎並鼓勵大家參加。 KohaCon 通常是免費參加的，並且每年（一般來說）在不同的大陸舉行。
下次年會
- KohaCon25 = KohaCon25[16] is from 17 to 23 November 2025, Te Whanganui-a-Tara | Wellington, Aotearoa New Zealand.

歷年年會
- KohaCon10 – Wellington, New Zealand
- KohaCon11 – Thane, India
- KohaCon12 – Edinburgh, Scotland
- KohaCon13 – Reno, USA
- KohaCon14 – Cordoba, Argentina
- KohaCon15 – Ibadan, Nigeria
- KohaCon16 – Thessaloniki, Greece
- KohaCon17 – Philippines
- KohaCon18 – Portland, USA
- KohaCon19 – Dublin, Ireland
- KohaCon20 – Wellington, New Zealand
- KohaCon21 – Islamabad, Pakistan
- KohaCon22 – Lawrence, USA [17]
- KohaCon23 – Helsinki, Finland [18]
- KohaCon24 – Montreal, Canada [19]